# ارحل براندون

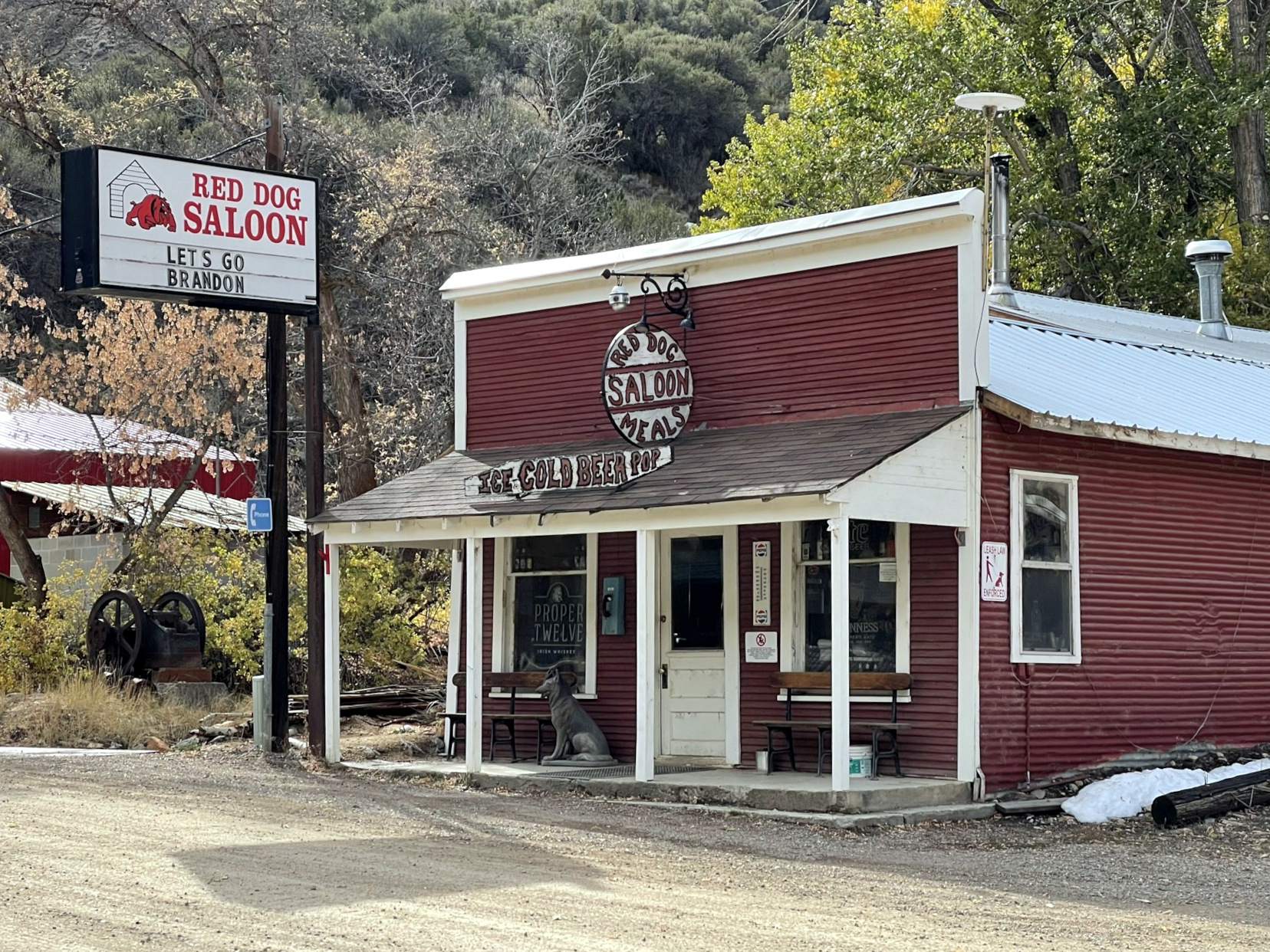
شعار "دعونا نذهب براندون" نشرت على لافتة في صالون في جاربيدج، نيفادا.

«ارحل يا براندون» او «دعنا نذهب، براندون» او «دعنا نذهب يا براندون» او «هيا بنا يا براندون» (بالإنجليزية: Let's Go Brandon)‏ هو شعار سياسي تم استخدامه على نطاق واسع كمقسم مفروم ل «اللعنة على جو بايدن» في إشارة إلى جو بايدن، الرئيس السادس والأربعين للولايات المتحدة.
بدأت هتافات «اللعنة على جو بايدن» تتكرر في الأحداث الرياضية التي تبدأ في أوائل سبتمبر 2021. «دعونا نذهب براندون» دخلت حيز الاستخدام بعد مراسل ان بي سي كيلي ستاستافس وصف بشكل غير صحيح هتاف «اللعنة على جو بايدن» من قبل المتفرجين في 2021 سباركس 300 في تالاديغا سوبرسبيدواي باسم «دعونا نذهب، براندون» خلال مقابلة تلفزيونية مع السائق براندون براون في أكتوبر 2، 2021، الذي حدث بعد براون قد فاز في السباق. أصبح الشعار معروفا جيدا من خلال استخدام السياسيين الجمهوريين ومنتقدي بايدن. انتشرت هذه العبارة بسرعة إلى الثقافة الشعبية، مع أغاني الراب باستخدام عبارة وضع عالية على الرسوم البيانية سجل.

## الأصول

### الغناء المناهض لبايدن
في أوائل سبتمبر 2021، أفادت التقارير أن هتافات «اللعنة على جو بايدن» قد اندلعت في عدد من مباريات كرة القدم الجامعية في جنوب الولايات المتحدة. وفي وقت لاحق من ذلك الشهر، انتشرت الظاهرة شمالا إلى الجامعات، بما في ذلك وايومنغ. وجرى نفس الهتافات المناهضة لبايدن خلال كأس رايدر في سبتمبر 2021.
وذكرت صحيفة واشنطن إكزامينر أن «اللعنة على جو بايدن» هتف من قبل بعض الحضور في حفل ميغاديث في سبتمبر 2021، وفي احتجاج أكتوبر 2021 ردا على تفويض لقاح للمعلمين في مدينة نيويورك.

### براندون براون مقابلة
في 2 أكتوبر 2021، أجرى مراسل شبكة إن بي سي الرياضية كيلي ستاستاف مقابلة مع سائق السباق براندون براون في سباق تالاديغا سوبرسبيدواي في ألاباما، بعد فوزه في سباق ناسكار Xfinity Series Sparks 300. كان المشجعون يهتفون «اللعنة على جو بايدن»، وهذا أصبح مسموعا بوضوح لمشاهدي البث. في البث المباشر، بينما كان يرتدي سماعة رأس، قال المراسل ستاستافست: "يمكنك سماع هتافات الحشد، ''ارحل، براندون!". ومن غير الواضح ما إذا كانت ستاستافت قد أساءت فهم الهتافات أو ما إذا كانت قد أساءت اقتباسها عمدا على أنها «ارحل يا براندون». إذا كان متعمدا، فقد يكون من ليغرديماين اللفظية.

### الانتشار المبكر وردود الفعل
انتشرت لقطات المقابلة بشكل كبير، مما أدى إلى اعتماد العبارة من قبل منتقدي الرئيس بايدن كتعبير عن الكراهية تجاهه. كما تم الإبلاغ عن ذلك على أنه احتجاج ضد التحيز الليبرالي المتصور في وسائل الإعلام الرئيسية، استنادا إلى تكهنات بأن وصف المراسل لهتاف الحشد كان يهدف إلى إخفاء المشاعر المعادية لبايدن.
ونشر المعلقان المحافظان بن شابيرو وومي لاهرين هذه العبارة عبر تويتر. وقد طبع الشعار على الملابس، ولوحة إعلانية، ولافتة حلقت خلف طائرة فوق مسيرة مؤيدة لترامب في ولاية أيوا.
وفقا لصحيفة الإندبندنت، في 19 تشرين الأول/أكتوبر، «صرخة الحرب المناهضة لبايدن 'دعونا نذهب براندون' لم تعد ظاهرة إعلامية محافظة، بل هي تتسلل إلى الثقافة الشعبية السائدة، وهي الآن رقم واحد واثنين على آي تيونز، مما أدى إلى فوز أديل الجديدة بالمركز الثالث».
ومع بدء استخدام هذه العبارة، غرد براندون براون بخفة: «إلى جميع براندونز الآخرين هناك، أنت مرحب بك! دعونا نذهب». ومع ذلك، كان متناقضا بشكل خاص حول هذه العبارة، لأنها طغت على فوزه تالاديغا وهدد بإخافة الشركات الراعية، الذين كانوا حذرين من الجدل. كان يخطط في الأصل لتجاهل هذه العبارة ببساطة، لكنه قلق فيما بعد من أن صمته كان ينظر إليه على أنه تأييد ضمني للمشاعر. وذكر في أكتوبر 2021 أن فريق براندونبيلت لرياضة السيارات في براون كان يكافح من أجل الحصول على الرعاية، حيث كانت الشركات مترددة في دعمه بسبب ارتباطه غير المباشر بالهتاف ونغماته السياسية. في مقابلة مع صحيفة نيويورك تايمز في ديسمبر 2021، أوضح براون أنه وجد في البداية العبارة مسلية لكنه ظل هادئا أثناء انتشارها حيث أنه «لا يرغب مطلقا في المشاركة في السياسة»، وأعرب عن رغبته في استخدامها في سياق إيجابي بدلا من ذلك.وفى المقابلة قال براون انه جمهورى. كما نشر براون مقالا في مجلة نيوزويك، اتخذ فيه موقفا أكثر تفاوتا، حيث قال إنه «لن يؤيد أحدا»، لكنه «لن يتردد في الحديث عن القضايا التي أنا شغوف بها، أو المشاكل التي نواجهها معا كأميركيين».

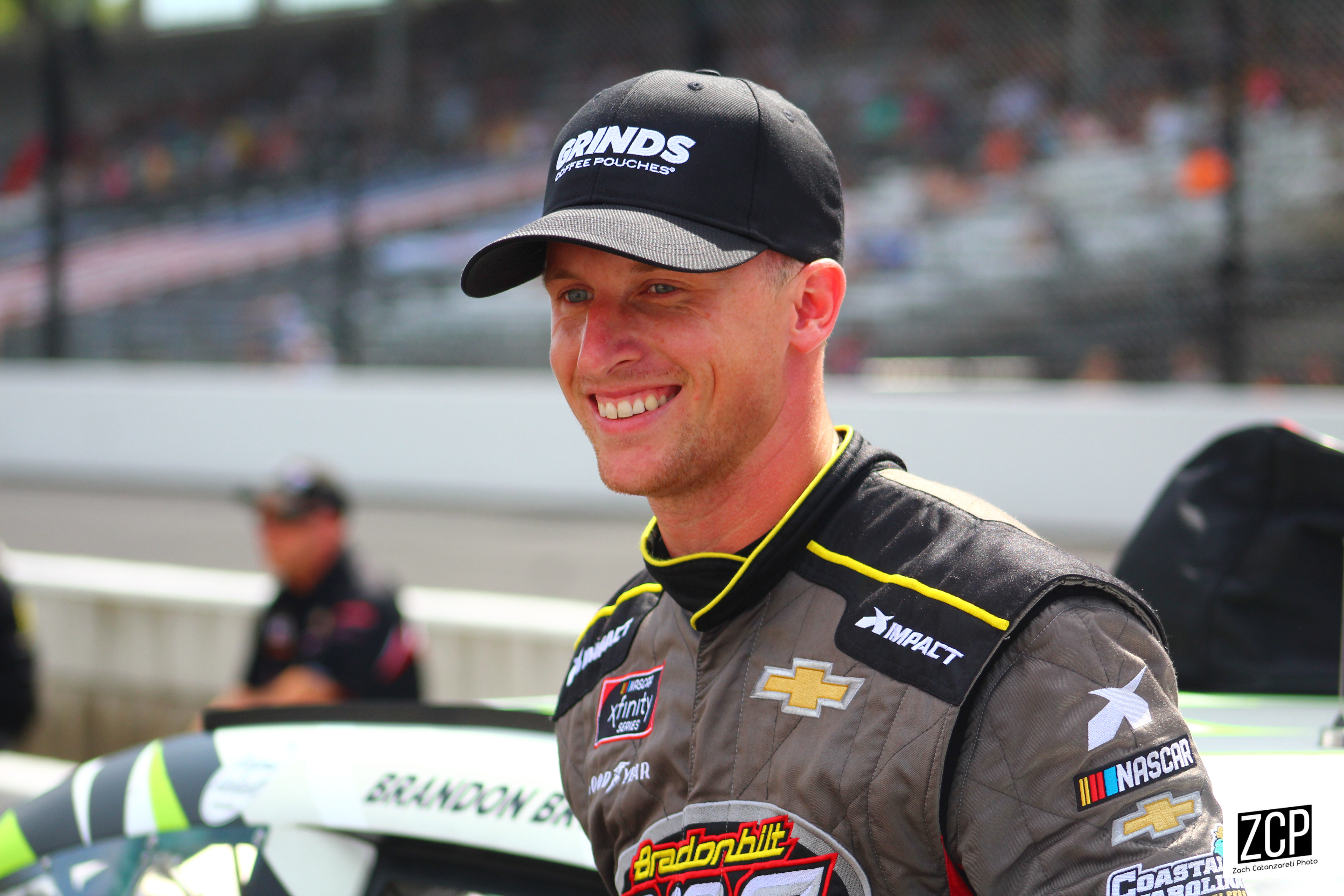
سائق سيارة السباق براندون براون في أغسطس 2021.

وفي 5 تشرين الثاني/نوفمبر 2021، ندد رئيس ناسكار ستيف فيلبس بأي ارتباط ضمني بهذا الشعار، قائلا إن المنظمة لا تريد أن ترتبط بالسياسة سواء من اليسار أو اليمين.

## الاستخدام

### تحليل
حلل عالم اللغة جون ماكهورتر السمات اللغوية للهتاف في المحيط الأطلسي، مشبها استخدام «براندون» بالهلونية - وهو استبدال لكلمة ممنوعة. وكتب أن التعبير الملطف المناهض لبايدن له نبرة مماثلة لكلمة SNAFU، التي تعني «الوضع الطبيعي - كل شيء مارس الجنس»، أو لكلمة "cuckservatives" الذي يستخدمه بعض المحافظين لوصف المحافظين الآخرين الذين ينظر إليهم على أنهم ليبراليون في الواقع. ووصف ماكهورتر ظاهرة «دعونا نذهب براندون» بأنها «رائعة ببساطة»، و«غريبة صوفية جامحة في تقاطع اللغة والسياسة والطرافة والإبداع».
كتبت كايتلين تيفاني في صحيفة ذا أتلانتيك كيف حاول مؤيدو الرئيس جو بايدن إنشاء ميمي خاص بهم، «شكرًا لك، براندون». ووجدت أن هذا الشعار «محرج»، لأنه ليس من المنطقي أن يستبدل أنصار بايدن اسمه بشخص آخر.
في 20 نوفمبر/تشرين الثاني 2021، قالت هيئة تحرير صحيفة بيتسبرغ بوست غازيت إن الهتاف «يكشف إفلاسا أخلاقيا لأولئك الذين يهتفون به حتى في الكنيسة». في مقال رأي نشرته صحيفة واشنطن بوست في 23 نوفمبر/تشرين الثاني 2021، مارك تيسن، كبير كتاب الخطب السابق للرئيس جورج دبليو بوش، بأن الهتاف كان ترويضا مقارنة بما قيل عن الرؤساء الآخرين. في البداية، لم يكن تيسن من محبي الهتاف، ولكنه اختتم تعليقاته قائلا: «إنها طريقة غير مؤذية وروح الدعابة على الإطلاق للأميركيين للتعبير عن إحباطهم من الرئاسة المتهالكة والفاشلة».

### سياسة
وقد استخدم السياسيون الجمهوريون هذه العبارة علنا. وفي 21 تشرين الأول/أكتوبر، اختتم عضو الكونغرس الجمهوري بيل بوسي ملاحظاته في مجلس النواب بكلمة «دعونا نذهب، براندون». استخدم حاكم ولاية تكساس غريغ أبوت هذه العبارة في تغريدة في 22 تشرين الأول/أكتوبر. وعزا شعبية هذه العبارة إلى الإحباط من «السياسات الكارثية» لبايدن، بما في ذلك تعامله مع وباء COVID-19 والحدود الجنوبية. في الأسبوع التالي، ارتدى النائب الجمهوري جيف دنكان قناع الوجه مع عبارة مطبوعة على ذلك على أرضية مجلس النواب. طرح السيناتور تيد كروز لافتة «دعونا نذهب براندون» التي علقت في هيوستن في بطولة العالم 2021. وظهر الهتاف المناهض لبايدن في جورجيا عندما استضاف فريق أتلانتا برايفز المباراة الرابعة من بطولة العالم بحضور الرئيس السابق دونالد ترامب.
وحدثت هتافات من هذه العبارة في المقر الانتخابي لجلين يونغكين خلال انتخابات حاكم ولاية فرجينيا المنتصرة عام 2021 في 2 نوفمبر 2021. وفي اليوم التالي، وبينما كان حاكم ولاية فلوريدا رون ديسانيس يقدم تعليقا على فوز يونغكين المنزعج، قال «عندما تنظر إلى بايدن - عندما تنظر إلى إدارة براندون»، وسط هتافات وتصفيق الجمهور، الذي بدأ يهتف «لنذهب براندون». وبعد بضعة أسابيع اختار ديسانيس عمدا براندون، فلوريدا، كمكان للتوقيع على مشروع قانون ولاية مضادة للقاح.
في 4 تشرين الثاني/نوفمبر 2021، ارتدت عضوة الكونغرس لورين بويبرت فستانا أحمر اللون مع «ارحل يا براندون» بأحرف بيضاء على الظهر أثناء اجتماعها مع الرئيس السابق ترامب. وكان الفستان يحمل أوجه تشابه مع فستان «ضريبة الأغنياء» الذي ارتدته عضوة الكونغرس الإسكندرية أوكاسيو كورتيز في ظهورها في ميت غالا قبل شهرين. وغرد بويبرت على تويتر بصورة للفستان، قائلا: «إنها ليست عبارة، إنها حركة! #LGB».
في 12 تشرين الثاني/نوفمبر 2021، عندما سئلت السكرتيرة الصحفية للبيت الأبيض جين بساكي عن آراء بايدن بشأن هذه العبارة، أجابت: «لا أعتقد أنه يقضي الكثير من الوقت في التركيز عليها أو التفكير فيها».
خلال زيارة الرئيس بايدن لتقديم التعازي والاطلاع على تدمير اندلاع الإعصار في داوسون سبرينغز ومايفيلد بولاية كنتاكي في 15 ديسمبر 2021، كانت هناك بعض صيحات «دعونا نذهب براندون» من مجموعات صغيرة من المتظاهرين.
بينما كان الرئيس بايدن والسيدة الأولى جيل بايدن يردان مكالمات هاتفية على الخط الساخن لتعقب سانتا التابع ل NORAD في 24 ديسمبر 2021، أنهى أحد المتصلين محادثته بالقول «عيد ميلاد سعيد ودعونا نذهب براندون»، الذي ابتسم له الرئيس بايدن ورد قائلا: «دعونا نذهب براندون، أوافق». المتصل، جاريد شميك، وقال ضابط شرطة سابق، في البداية لصحيفة أوريغونيان إنه «ليس لديه أي شيء ضد» بايدن ولم يقصد «عدم احترامه»، وأن استخدامه لهذه العبارة كان أولا «مزحة» وثانيا قال في إحباط لأنه كان يعتقد أن بايدن يمكنه القيام «بعمل أفضل». ثم انتقل شميك في وقت لاحق إلى بودكاست ستيف بانون، قائلا إنه «شيء خطير جدا» بالنسبة له أن يكون قادرا على انتقاد إدارة بايدن، وأن العبارة عبرت أيضا عن استياء اليمين ضد «الغوغاء اليساريين، وثقافة الإلغاء، ووسائل الإعلام الرئيسية». وأضاف شميك أن ترامب «هو رئيسي ويجب أن يكون الرئيس الآن».
في 10 يناير 2022، أصدر جيم لامون، مرشح مجلس الشيوخ الأمريكي عن ولاية أريزونا، إعلانا للحملة الانتخابية يتضمن «ارحل يا براندون!». ووفقا لصحيفة ذا هيل، فإن هذا هو أول إعلان للحملة الوطنية يستخدم هذا الشعار.

### موسيقى
بعد وقت قصير من انتشار الهتاف، سجلت لوزا ألكسندر أغنية راب مناهضة لبايدن بعنوان «دعونا نذهب براندون». الأغنية لأول مرة على تيك توك قبل أن ترتفع إلى رقم واحد على قائمة أفضل أغاني الهيب هوب/الراب في متجر آي تيونز، ورقم اثنين على قائمة أفضل الأغاني في المنصة، في 18 أكتوبر 2021. وصلت أغنية ألكسندر إلى رقم 38 على لوحة الإعلانات للأسبوع من 6 نوفمبر 2021.
أغنية أخرى تحمل نفس العنوان تم إصدارها من قبل بريسون غراي، مغني الراب المسيحي المحافظ، لتصل إلى رقم واحد على آي تيونز. لأول مرة في عدد 28 على الولايات المتحدة. الفيديو كليب لأغنية غراي، والذي تضمن سطر «بايدن قال الضربة القاضية وقف انتشار، كان أكاذيب» (في إشارة إلى جهود التطعيم COVID-19 بايدن) تم إنزالها من قبل يوتيوب لاحتوائه على «معلومات مضللة الطبية». تم تسجيل أغنية الراب البلد الذي يحمل نفس الاسم من قبل ضربة مزوره. في 27 أكتوبر، كان لدى آي تيونز تسجيلات مختلفة «دعونا نذهب براندون».

### رعاية براندون براون
في أوائل نوفمبر، بدأت عملة التشفير LGBcoin (LGB) التداول، وفي 30 ديسمبر 2021، أعلنت LGBcoin أنها ستشرف على براندون براون براندونبيلت موتورسبورتس لموسم سلسلة ناسكار Xfinity 2022. وقال المتحدث باسم براندونبيلت فوكس بيزنس أن الموافقة وردت في 26 ديسمبر، ولكن في 5 يناير 2022، أعلن بوب بوكراس أن ناسكار لم توافق على الرعاية. وردا على ذلك، هدد المستثمر جيمس كوتولاس برفع دعوى قضائية ضد ناسكار، ودعا إلى المقاطعة حتى يتم إلغاء القرار.

### أيضا

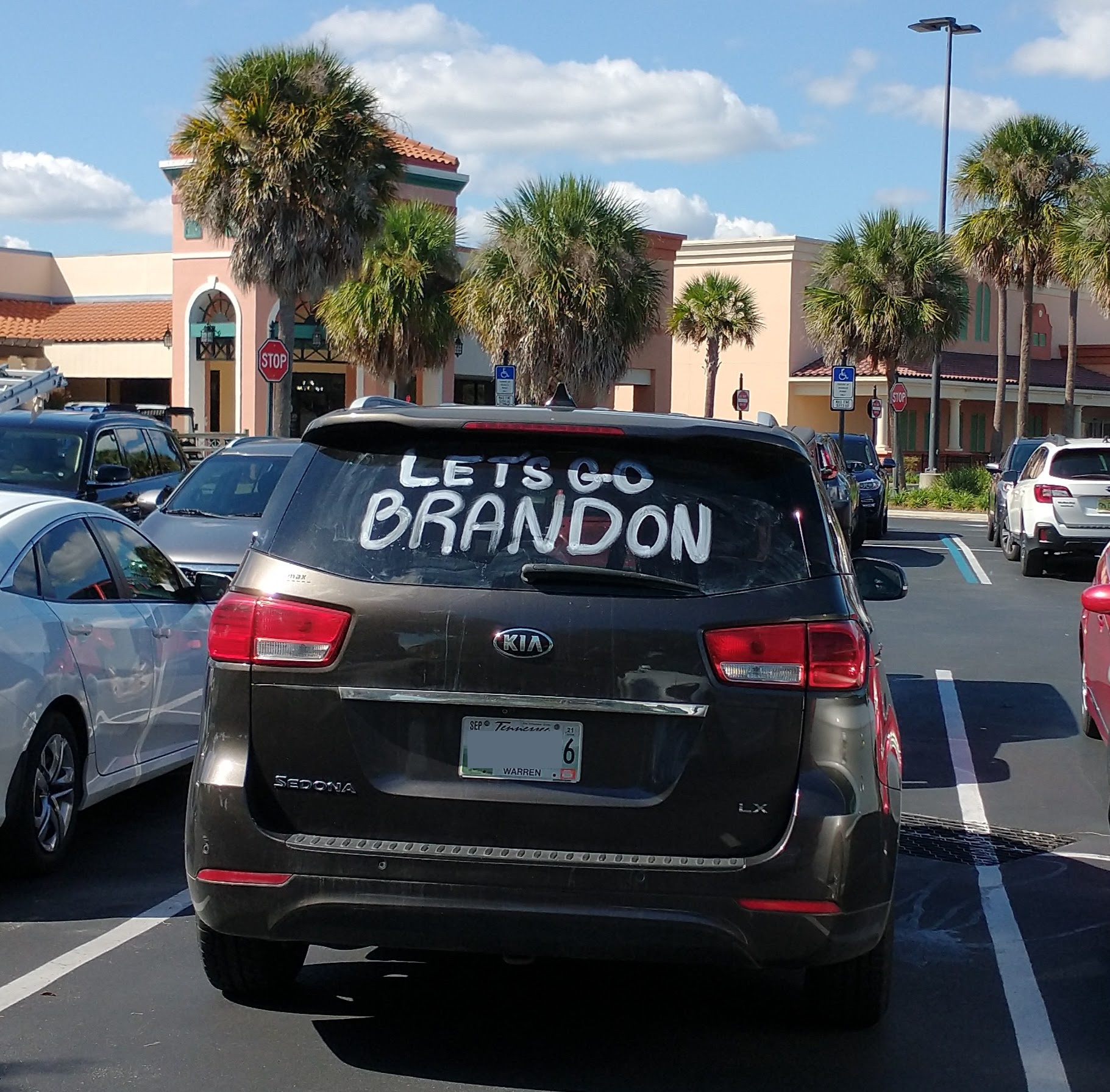
سيارة تحمل شعار مكتوب على الزجاج الخلفي، متوقفة في القرى، فلوريدا في 3 نوفمبر 2021

في 28 أكتوبر 2021، في فولز تشيرش بولاية فرجينيا، تم اقتحام علامتي طريق إلكترونيتين وتغييرهما لنشر الشعار المناهض لبايدن.
في 29 أكتوبر/تشرين الأول، زعم أن طيار طيران أثناء الخدمة في شركة ساوث ويست إيرلاينز قال «دعونا نذهب براندون» على نظام الخطاب العام. وجاء الحادث الجنوبي الغربي بعد أسبوع واحد من إرسال النقابة التي تمثل طياري يونايتد إيرلاينز مذكرة تثني الطيارين عن استخدام تردد الطوارئ 121.5 لتوصيل الآراء الشخصية، لأنهم كانوا يستخدمونها لقول العبارة.
في 1 نوفمبر/تشرين الثاني، ذكرت شبكة «إن بي سي نيوز» الإخبارية أن شركة بالميتو ستيت أرموري، وهي شركة أسلحة نارية، بدأت تسويق ذخيرة مختومة بالشعار.
في 3 نوفمبر/تشرين الثاني، أفاد مسؤولون في المدينة في براندون، مينيسوتا، أن ست لافتات في المدينة وضعت عليها عبارة «دعونا نذهب» أمام اسم البلدة.
في 24 أكتوبر، في معرض ولاية كارولينا الشمالية، باع الجمهوريون في ولاية كارولينا الشمالية أزرارا تحمل هذه العبارة. وبعد أربعة أيام، بدأت حملة ترامب في بيع قمصان تحمل هذه العبارة.

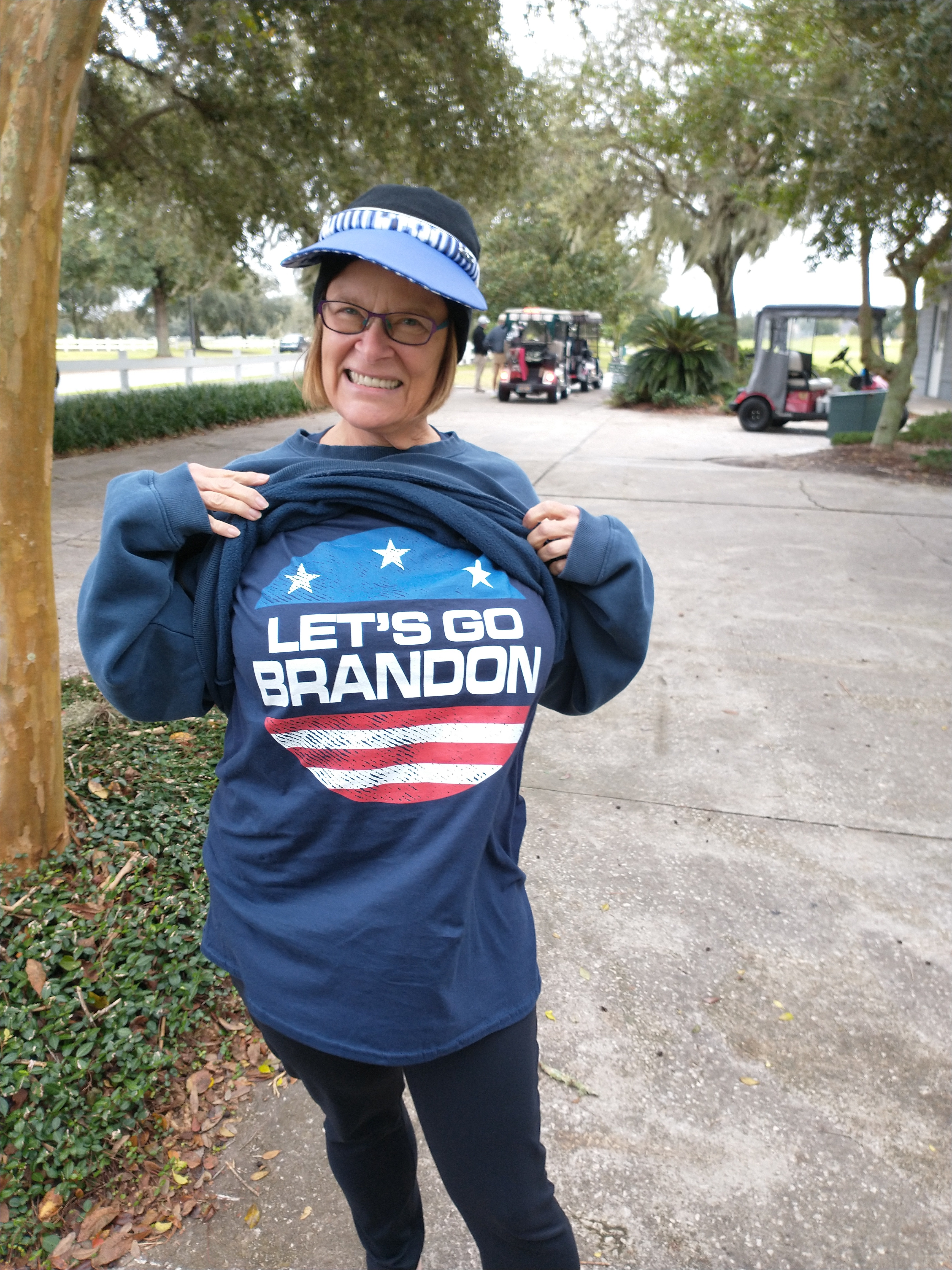
امرأة ترتدي قميصا يحمل شعار "دعونا نذهب براندون"

في ديسمبر 2021، أعيد وصف سلسلة من خمسة متاجر في نيو إنجلاند تبيع دعونا نذهب براندون والملابس الموالية لترامب وغيرها من البضائع باسم مخازن دعونا نذهب براندون. وكانت المتاجر ناجحة لدرجة أنه في نهاية ديسمبر أعلن المالك عن منفذين جديدين.
في 4 ديسمبر 2021، خلال موكب يوركتاون السنوي للقوارب الخفيفة في يوركتاون بولاية فرجينيا، تم الإعلان في البداية عن فوز قارب مزين بأضواء عيد الميلاد مكتوب عليه "FJB" و«دعونا نذهب براندون!» بأنه فاز ب «الأفضل في العرض» في ختام الحدث. وفي وقت لاحق، أصدرت مؤسسة يوركتاون بيانا حول وجود «رسالة سياسية علنية» للقارب واستبعدت الدخول.
خلال موسم التسوق في عطلة 2021، عرض بائع خاص لفترة وجيزة للبيع بضائع «دعونا نذهب براندون» في قاعدة إلمندورف ريتشاردسون المشتركة في ألاسكا. وعلى الرغم من أن أحدا لم يشتكي، فقد قام مسؤولو القاعدة بتحديث المبادئ التوجيهية لما هو مناسب وما هو غير مناسب للبيع في القاعدة.
في أوائل يناير 2022، نشر أحد الركاب على الخطوط الجوية الأمريكية شكوى صورة على تويتر حول استخدام طيار لعلامة حقيبة مع عبارة «ارحل يا براندون». وردت الشركة على التغريدة قائلة إن المعلومات سترسل إلى الفريق المناسب، لكنها لم تكشف عما إذا كان سيتم اتخاذ أي إجراء ضد الطيار. تلقت الشركة رد فعل عنيف على وسائل التواصل الاجتماعي مشيرة إلى قضايا حرية التعبير والكيل بمكيالين في السماح للموظفين بارتداء دبابيس حياة السود مهمة في عام 2020.